# Valldolig
Valldolig és un mas al nord de la vila de Blanes (la Selva) a la urbanització del mateix nom a tocar del termenal amb Lloret.

## Arquitectura
Es tracta d'un immoble de dos pisos; en la planta baixa, s'hi ubiquen tres obertures, com són el portal adovellat i dues finestres rectangulars de dimensions petites, una a cada banda respectivament. Pel que fa al primer pis, hi ha tres obertures interessants i treballades amb encert, com són: la central trevolada i geminada i les dues laterals d'arc conopial lobulat. Entre la finestra central i la lateral s'ha ubicat un element molt recurrent en totes les masies d'aquesta contrada, com és un rellotge de sol de dimensions importants.
Finalment, pel que fa a la coberta, ens trobem amb una teulada a vessants laterals o a dues aigües. La planta baixa presenta capes concretes focalitzades bastant deteriorades, en què l'arrebossat i de calç s'ha desprès de la capa d'emprimació, per culpa de diversos motius, però sobretot per l'edat avançada de la construcció, i també té un paper determinant els problemes d'humitat.
A nivell interior, ens trobem que la casa ha experimentat pocs canvis i remodelacions i intervencions. Ha conservat gran part del seu aspecte original de masia. Aquesta situació la confirmen i la corroboren diversos elements: des dels sostres alts amb les bigues de fusta rústiques originàries, passant pels paviments originals fins a arribar a les portes interiors, moltes de les quals han conservat l'emmarcament adovellat.

## Història
La nissaga de propietaris rurals Valldolig, a la primeria del segle xix, van casar a la pubilla Margarida Valldolig, amb l'hereu Mateu del Vilar.
La propietària actual de la masia és Maria del Vilar Bóta, la qual també posseeix la masia del Vilar i la casa de Joaquim Ruya, coneguda popularment com a "Can Creus".